# 中國超人
《中國超人》是1975年香港邵氏電影公司製作的一部電影。由於日本於1970年代推出了一系列的《假面騎士》電視劇，紅遍了台灣、香港、韓國等亞洲地區，所以在《假面騎士》的潮流底下，推出了這部電影。該齣電影由蔡瀾作為製作經理，科幻小說家倪匡編劇，以及導演華山，李修賢領銜主演，為大中華地區史上首部超人電影。
亞洲電視亞洲台於2013年3月30日晚上8時30分至晚上10時正播出本電影。

## 故事內容
地球某處的死火山猝然噴發，而伴隨湧出的竟是一群欲侵襲人類世界的怪物。據研究後所得資料證明，這些怪物乃是地球歷史上冰河時代的人類，他們在火山噴發的浩劫中被埋藏於地球內部而得以倖存；也因適應了地球內部的環境，而使他們存活之餘，更具有神秘的力量。
這群以冰河魔王為首的怪物們返回地球表面後，便企圖要毀滅全人類，統治世界。首先將目標放在能夠窺探他們行蹤的某太空科學研究所。而在發現地球將面臨前所未有的危機後，該研究所的所長劉英德便以數十年心血研究所得結果，將研究員雷馬改造成了一火不能熔，水不能淹，雷不能殛，電不能毀的「中國超人」，來對抗這一群怪物……

## 能力
閃電拳
能射出每平方公分一萬億瓦特雷射光的超强武器，亦是最后打赢冰河魔王的武器。
噴火彈
飞镖状物品，可噴出大量的火焰來燒傷敵人。
追魂腿
由腳底噴出類似大龍炮的火花向前飛踢擊斃敵人。
死光刀
千里眼
風火彈
太陽甲
亦叫超人光线。需要有太阳的情况下使用。光线细小但相当威力，射无不灭。同時也是本作中國超人最常用的招式。
姿勢類似《超人力霸王》中的斯派修姆光綫。

## 演員列表
| 角色名稱 | 演員   | 備註       |
| -------- | ------ | ---------- |
| 雷馬     | 李修賢 | 研究員     |
| 劉英德   | 王俠   | 研究所所長 |
| 冰河魔主 | 劉慧茹 |            |
| 劉美美   | 袁曼姿 | 劉英德之女 |
| 小龍     | 黃健龍 | 研究員     |
| 朱啟光   | 江洋   | 研究員     |
| 電眼魔女 | 岑淑儀 |            |
| 祝明     | 林文偉 | 研究員     |
|          | 陸勝   |            |
| 琳琳     | 梁曼儀 |            |
|          | 金軍   |            |
|          | 劉準   |            |
|          | 金天柱 |            |
|          | 張作舟 |            |
| 陳志強   | 丁冬   | 研究員     |
|          | 江全   | 研究員     |
|          | 伍元勳 | 研究員     |
|          | 徐蝦   | 研究員     |
|          | 徐發   |            |
|          | 袁和平 |            |
|          | 袁祥仁 |            |
|          | 袁信義 |            |

## 其他製作人員
- 助導：李榮章
- 攝影助手：余小峰
- 武術指導：唐佳
- 特技演出：袁祥仁
- 劇務：歐平
- 燈光：陳芬
- 道具：黎沃
- 化妝：吳緒清
- 服裝：劉季友
- 錄音：王永華、徐炳光
- 效果：李義之
- 對白：毛威
- 佈景：曹莊生
- 片頭設計：黃金巴

## 備註
1. 1 2  香港電影票房 1975 〔華語電影〕 的存檔，存档日期2008-08-04.，香港電影票房全紀錄

## 外部連結
- 中國超人劇情（上）
- 中國超人劇情（下）
- Inframan（页面存档备份，存于），Hong Kong Cinemagic
- 香港影庫上《中國超人》的資料（繁體中文）
- 时光网上《中國超人》的資料（简体中文）
- 豆瓣电影上《中國超人》的資料 （简体中文）
- 爛番茄上《中國超人》的資料（英文）
- AllMovie上《中國超人》的资料（英文）
- 互联网电影数据库（IMDb）上《中國超人》的资料（英文）